# Juan Aubriot
Juan María Aubriot (* 1874 oder 1876; † 1930) war ein uruguayischer Architekt.
Aubriot studierte an der mathematischen Fakultät der Universidad de la República in Montevideo, wo er 1904 sein Studium erfolgreich abschloss. Anschließend folgten diverse Lehrtätigkeiten.
Des Weiteren war er Präsident der Junta Económico-Administrativa von Montevideo und der Comisión Departamental de Instrucción Pública.
Zu seinen Werken gehört unter anderem das im Januar 1911 eingeweihte Gebäude der juristischen Fakultät der Universidad de la República, das er in Zusammenarbeit mit Silvio Geranio entwarf. Zudem wirkte er gemeinsam mit Cándido Lerena Juanicó am Entwurf des montevideanischen Stadtviertels Carrasco mit.
Ferner zeichnet er zusammen mit Ricardo Valabrega für den Palacio Lapido verantwortlich.